# هيئة المعارض الحكومية القبرصية
تأسست هيئة المعارض الحكومية القبرصية (CSFA) في عام 1968 كمنظمة شبه حكومية من أجل إدارة وتعزيز معرض قبرص الدولي السنوي. وقد توسعت منذ ذلك الحين وتدير العديد من الفعاليات السنوية ونصف السنوية مثل معرض التعليم ومعرض قبرص للسيارات.
أكبر حدث هو معرض قبرص الدولي الذي أقيم لأول مرة في عام 1975. منذ ذلك الحين نمت بشكل مطرد وتضم حاليًا حوالي 130.000 زائر.  في عام 2007 أعلنت هيئة المعارض الحكومية القبرصية قرارًا بإعادة تسمية الحدث إلى
أكسبو-قبرص . 
انتقلت أراضي المعرض الحكومي إلى موقعها الحالي في ضاحية مقدونيتيسا في نيقوسيا في أوائل السبعينيات وخضعت لعدة مراحل من التوسع منذ ذلك الحين. وهي تغطي حاليًا مساحة قدرها 30,000 م 2 من المساحة الداخلية و100,000 م 2 من الأراضي الخارجية. وبصرف النظر عن استضافة المعارض، فقد تم استخدام الأراضي في بعض الأحيان لأغراض أخرى مثل الحفلات الموسيقية وحفلات الهذيان الكبيرة حتى كمحطة خدمة للذراع القبرصي لرالي الشرق الأوسط .  في عام 2006، سُمح للسفارة الأمريكية في قبرص باستخدام قاعتين كبيرتين للمعارض كأماكن إقامة مؤقتة لإيواء الآلاف  من المواطنين الأمريكيين الذين تم إجلاؤهم من الحرب في لبنان .  
هيئة المعارض الحكومية القبرصية هو عضو في [[{{{1}}}|{{{1}}}]] [[:en:{{{1}}}|[الإنجليزية]]] والرابطة الدولية للمؤتمرات والمؤتمرات .